# 五條站 (奈良縣)
五條站（日语：／ Gojō eki */?）是位於奈良縣五條市須惠三丁目1番9號，西日本旅客鐵道（JR西日本）的和歌山線車站。

## 概要
此站是五條市的代表車站。為近畿統括本部（大阪分社王寺鐵道部）和和歌山分社的邊界（此站由大阪分社管轄，此站於上行場內信號燈處為正式邊界）。此站是和歌山線運行的一座據點車站。駛越此站的列車中，會有乘務員進行交班。
車站位於日文名稱的市內，但是車站與巴士站的日文名稱是，「條」的字體相異。在地點牌中多以標記（而五條市內的町名（五條1～4丁目）、小中高校名稱與政府設施中均以「五條」標記）。
在戰前，為了運送木材，計劃建設鐵路線從現時紀勢本線新宮站連接此站（五新線，後來稱呼為阪本線），後來由於機動化的影響使路線未能實現（未成線）

## 歷史
在1896年（明治29年）10月25日，南和鐵道葛站（現時：吉野口站）經此站至二見站（後來為川端站）之間開業，此站五條站（日语：／）啟用。在2年後的1898年（明治31年）4月，紀和鐵道此站經南和鐵道連接點（後來為二見站，現時為大和二見站）至橋本站之間開業。使此站成為南和鐵道和紀和鐵道的轉乘車站。
當時，紀和鐵道實際是由兩鐵路連接點延伸至此站。在1902年（明治35年）6月，紀和鐵道的連接點二見站（第二代，現時：大和二見站）啟用。南和鐵道的二見駅至原本名為二見站之間的旅客業務廢止，變成貨物線。此外，（第一代）二見站為了（第二代）二見站重複名字而改名為川端站。川端站成為南和鐵道貨物支線的終點站。二見至川端之間的貨物支線於1982年（昭和57年）10月1日廢止。
在和歌山線電氣化進程，分為王寺站至此站和此站至和歌山站兩個階段。使此站曾經有段時間為電氣化和非電氣化的邊界站。

### 年表
- 1896年（明治29年）10月25日 - 南和鐵道葛站（現時：吉野口站）至此站至二見站（第一代，後來為川端站）之間開通，此站啟用[1]。
- 1898年（明治31年）4月11日 - 紀和鐵道此站至南和鐵道連接點（後來為二見站（第二代），現時：大和二見站）至橋本站之間開業[1]。此站成為南和鐵道和紀和鐵道的轉乘車站[1]。
- 1904年（明治37年）
  - 8月27日 - 關西鐵道被紀和鐵道收購成為關西鐵道和南和鐵道的轉乘車站[1]。
  - 12月9日 - 關西鐵道收購南和鐵道，成為關西鐵道單獨車站[1]。
- 1907年（明治40年）10月1日 - 關西鐵道被國有化（日语：鉄道国有法），成為帝國鐵道廳車站[1]。
- 1909年（明治42年）10月12日 - 制定路線名稱，成為和歌山線車站[1]。
- 1980年（昭和55年）3月3日 - 王寺站至此站之間簡單接觸網方式電氣化。成為電氣化和非電氣化區間的邊界站[1]。
- 1984年（昭和59年）10月1日 - 此站至和歌山站之間電氣化[1]。使不再成為電氣化和非電氣化區間的邊界站。
- 1987年（昭和62年）4月1日 - 伴隨國鐵分割民營化，車站由西日本旅客鐵道（JR西日本）營運[2][1]。
- 2018年（平成30年）3月17日 - 車站往高田一方開始可以使用IC卡「ICOCA」[3]。
- 2020年（令和2年）3月14日 - 車站往和歌山一方開始可以使用IC卡「ICOCA」[4]。

## 車站構造
車站是一座地面車站，設有1面1線的單式月台和1面2線的島式月台，共有2面3線的月台。月台可容納最多10卡車廂，在本地線中擁有很長的月台。各月台之間設有行人隧道連接。
車站大樓基本上以木造，而入口周邊增建了混凝土建築物。因此車站大樓以木和混凝土混合建造的建築物。車站大樓內設有柿葉壽司店。此站曾經設有Kiosk，後來於2014年3月結業，現時變為自動販賣機處。檢票口內外均設有男女分開的濕廁。
此站是由王寺鐵道部管理的業務委托車站，委托JR西日本交通服務負責車站業務（營業部門，負責售票和檢票業務），關於運輸業務（車輛替換）由JR西日本職員駐守。櫃臺營業時間由早上6時至晚上9時。早上的檢票業務與JR西日本職員共同當值。此站設有自動售票機和簡易ICOCA閘機。
車站大樓左手邊空間設有阪本線巴士月台遺蹟。現時，當發生事故或大雨使鐵路暫停營業時，鐵路代行巴士會在該處出發。

### 月台
| 月台    | 路線     | 上下行 | 方向                 |
| ------- | -------- | ------ | -------------------- |
| 1、2、3 | 和歌山線 | 下行   | 橋本、和歌山方向     |
| 1、2、3 | 和歌山線 | 上り   | 高田、王寺、奈良方向 |

通常上下行列車會停靠在鄰近車站大樓一側的單式月台（1號月台）上。島式月台（2、3號月台）只在列車交會或列車轉乘時才使用。而1號和2號月台之間設有1條留置線，在3號月台外邊設有3條留置線，這些線用作夜間停泊之間。在運輸系統上，車站大樓對面的3號月台是「1號線」，與月台編號相反，1、2號月台之間由於設有留置線，因此1號月台是「4號線」。

## 時間表
早上、黃昏和晚上均設有從此站到發的列車前往王寺方向、和歌山方向。
下行列車（和歌山方向）中，平日早上和黃昏上下學時段設有從此站出發的2班快速列車，以便疏導乘客。
王寺方向的列車中，設有直通至大和路線的快速列車，這些列車會使用221系。早上設有前往JR難波的1班快速列車，黃昏繁忙時間設有從大阪環狀線大阪站出發的3班列車（平日所有列車為區間快速，星期六及假日為2班大和路快速和1班區間快速列車）。
在國鐵時代至2002年（平成14年）3月23日前，來自和歌山方向的尾班列車的到達時間是已經跨日，現時沒有尾班車會跨日。

## 使用狀況
根據「奈良縣統計年鑑」，以下為1日平均乘車人次：
| 年度   | 1日平均 乘車人次 |
| ------ | ---------------- |
| 2000年 | 2,909            |
| 2001年 | 2,773            |
| 2002年 | 2,560            |
| 2003年 | 2,431            |
| 2004年 | 2,412            |
| 2005年 | 2,357            |
| 2006年 | 2,315            |
| 2007年 | 2,160            |
| 2008年 | 2,122            |
| 2009年 | 1,982            |
| 2010年 | 1,910            |
| 2011年 | 1,842            |
| 2012年 | 1,828            |
| 2013年 | 1,819            |
| 2014年 | 1,681            |
| 2015年 | 1,651            |
| 2016年 | 1,533            |
| 2017年 | 1,448            |

## 車站周邊

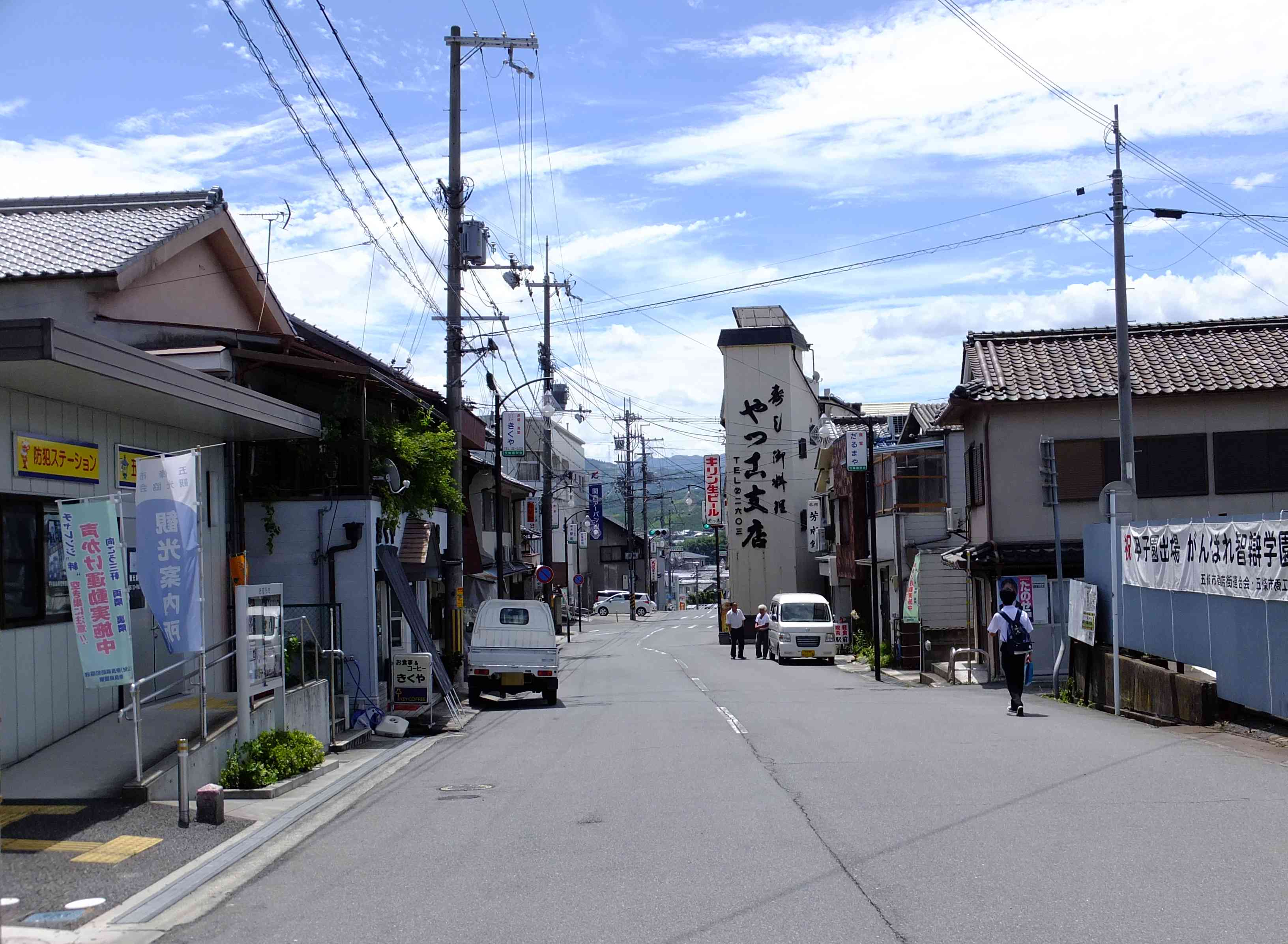
站前通

車站周邊設有以木材工業為主要產業的五條市中心。此站位於市區東北端，市區位於車站西南方。

### 公共機構等
- 五條市政廳
- 奈良地方法務局五條分局
- 奈良地方檢察廳（日语：地方検察庁）五條區檢察廳（日语：五條区検察庁）
- 下市公共職業安定所（日语：公共職業安定所）五條出張所
- 近畿地方整備局（日语：近畿地方整備局）和歌山工事事務所五條出張所
- 五條警署（日语：五條警察署）
- 五條檢察審査會（日语：検察審査会）
- 五条調停中心
- 五條警署（日语：五條警察署）新町派出所
- 五條郵局（日语：五條郵便局）
- 關西電力五條變電站

### 學校
- 奈良縣立五條高等學校（日语：奈良県立五條高等学校）
- 智辯學園中學校及高等學校 - 車站主要使用者為該校的學生

### 商業設施等
- AEON五條店（舊：五條SATY（日语：サティ (チェーンストア)））
  - 奈良交通（日语：奈良交通）五條巴士中心（日语：五條バスセンター） - 於AEON五條店內
- 關西未來銀行（日语：関西みらい銀行）橋本分店五條廣告
- 南都銀行（日语：南都銀行）五條分店

### 觀光設施等
- 統神社
- 榮山寺（日语：栄山寺）
- 湯泉地溫泉（日语：湯泉地温泉）
- 十津川溫泉（日语：十津川温泉）
- 西吉野溫泉（日语：西吉野温泉）
- 國道24號

## 巴士路線

### 奈良交通
於站前設有以下巴士路線停靠。木造的巴士候車室於2014年秋天拆毀，變成空地。
站前乘車處（五條站巴士站）
- 特急[302] 前往大和八木站（在終點前各站停車）（經五條巴士中心、神木之湯、近鐵御所站、高田市站）
- 特急[301] 前往新宮站（在五條市西吉野町、大久保口巴士站前各站停車）（經上野地、十津川溫泉、本宮大社前、湯之峰溫泉、川湯溫泉）
- [1][3][10][11][12][31][32][廣域通院線] 前往五條巴士中心
- [1][廣域通院線] 前往十津川溫泉（經五條醫院玄關口、賀名生和田、城戶、阪本、上野地）
- [10] 前往城戶（經五條醫院前、生子、賀名生和田）
- [11] 前往西吉野溫泉（經五條醫院前、生子、賀名生和田、城戶）
- [12] 前往城戶（經五條醫院玄關口、生子、賀名生和田）
- [31] 野原循環、內回（野原南口⇒五條醫院玄關口⇒智辯學園⇒辯天宗本部⇒五條巴士中心）
- [32] 野原循環、外回（辯天宗本部⇒智辯學園⇒五條醫院玄關口⇒野原南口⇒五條巴士中心）

北出口乘車場（五條站北出口巴士站）
- [56] 前往田園五丁目（經田園三丁目）
- [57] 前往五條站北出口（經田園一丁目、田園三丁目）
- [58] 前往五條巴士中心（經田園三丁目、田園五丁目、中之）
- [文] 前往五條高校（只於五條高校上學日行走）

### 五條市社區巴士
- A系統 前往五條巴士中心/前往夏海台二丁目（五條站巴士停發）
- C系統 前往五條巴士中心/前往畑田
- D系統 前往五條巴士中心
- F系統 前往五條巴士中心/前往夏海台二丁目（五條站北出口巴士站停發）

## 相鄰車站
西日本旅客鐵道（JR西日本）
 和歌山線
■快速、■普通
北宇智－五條－大和二見
快速列車不會駛越此站。兩個方向的快速列車均從此站出發。

## 注腳
1. 1 2 3 4 5 6 7 8 9 10 11 12 13 14  曾根悟（監修）. 朝日新聞出版分冊百科編集部（編集） , 编. . 週刊朝日百科. 42号 阪和線・和歌山線・桜井線・湖西線・関西空港線. 朝日新聞出版. 2010-05-16: 20–21 （日语）.
2. ↑  『交通年鑑 昭和63年版』 交通協力會，1988年3月。
3. ↑   (新闻稿). 西日本旅客鉄道. 2018-01-22  [2018-08-04]. （原始内容存档于2020-10-30） （日语）.
4. ↑   (PDF) (新闻稿). 西日本旅客鉄道和歌山支社. 2019-12-13  [2021-01-08]. （原始内容 (PDF)存档于2021-01-04） （日语）.
5. ↑  五條地域の公共交通時刻表等 （页面存档备份，存于）（日語）

## 外部連結
- 五條｜車站資訊：JR出門網 - 西日本旅客鐵道（日語）